# Lista di Giugno
La Lista di Giugno (in svedese Junilistan o jl) è stato un partito politico svedese di orientamento euroscettico fondato nel 2004.
Guidato da Jörgen Appelgren, raccolse il 14% dei voti alle elezioni europee del 2004; alle europee del 2009 non ottenne alcun seggio, subendo un ulteriore crollo alle europee del 2014. Ormai divenuta una forza politica del tutto marginale, il 27 ottobre dello stesso anno sospese la propria attività.
Faceva parte di EUDemocrats e nella VI legislatura europea i suoi europarlamentari erano iscritti al gruppo Indipendenza/Democrazia.
Si richiamava al Movimento di Giugno danese.